# Orimarga (Orimarga) niveibasis
Orimarga (Orimarga) niveibasis is een tweevleugelige uit de familie steltmuggen (Limoniidae). De soort komt voor in het Australaziatisch gebied.